# Vladimir Striževskij
Vladimir Fëdorovič Striževskij, il cui vero nome era Vladimir Fëdorovič Radčenko (in cirillico: Владимир Фёдорович Стрижевский) (Jekatěrinoslav, 12 novembre 1892 – Los Angeles, 7 ottobre 1977), è stato un attore, sceneggiatore e regista russo.

## Biografia
Nato a Jekatěrinoslav nell'epoca in cui la città faceva parte della Russia (oggi è Dnipro e fa parte dell'Ucraina) iniziò la carriera cinematografica come attore sin dal 1915, dall'età di 23 anni, nelle parti del giovane galante, una sorta di Mario Bonnard russo, in pellicole che ebbero all'epoca discreto successo.
Dopo la Rivoluzione d'ottobre del 1917 fu costretto ad emigrare insieme ad altri illustri colleghi, tra i quali c'erano Ivan Mosjoukine, Natalja Lisenko, Viktor Turžanskij, Boris Bilinskij, Aleksandr Volkov e molti altri. Si stabilì a Parigi e lavorò prima per la Ermolieff Film e poi con l'Albatros Film, nata sulle ceneri della ditta precedente.
Dal 1924 fu attivo come sceneggiatore ma soprattutto come regista (fatta salva una prima parentesi precedente del 1917) oltre che in Francia, anche in Germania e in Italia: tra i film da lui diretti ricordiamo Taras Bulba del 1924, Troika, la slitta del 1930, I battellieri del Volga del 1936 e l'unico film diretto in Italia, La carne e l'anima con Isa Miranda, nel 1943 (distribuito due anni dopo). Sarà anche l'ultimo, poiché in seguito lascia il cinema e si trasferisce negli Stati Uniti d'America dove muore a Los Angeles nel 1977 all'età di 83 anni. Nella sua carriera usò gli pseudonimi più svariati e il suo cognome venne più volte storpiato.

## Filmografia

### Attore
- Teni grekha di Piotr Chardynin (1915)
- Sashka Seminarist di Cheslav Sabinski (1915)
- Grif starogo bortsa di Yevgenij Bauer (1916)
- Revolyutsioner di Yevgenij Bauer (1916)
- Campane a martello di Yevgenij Bauer (1917)
- Sumerskij di Andrej Gronov (1917)
- Zhizn trekh dney di Andrej Gronov (1917)
- Beloe y chernoe di Aleksandr Razumnij (1917)
- Le sens de la mort di Yakov Protazanov (1923) in Francia
- La maison du mystère di Aleksandr Volkov (1923) in Francia

### Regista e sceneggiatore
- Chernaya lyubov (1917) in Russia, anche sceneggiatura e attore
- Taras Bulba (1924) in Germania, anche sceneggiatura
- Tiefen der Großstadt (1924) in Germania, anche sceneggiatura
- Der Adjutant des Zaren (1929) in Germania, anche sceneggiatura
- Spielereien einer Kaiserin (1930) in Germania, anche sceneggiatura
- Troika, la slitta (Trojka) (1930) in Germania, solo regia
- Le sergeant X (1932) in Francia, anche sceneggiatura
- I battellieri del Volga (Les bateliérs de la Volga) (1935) in Francia, solo regia
- Delitto e castigo (Crime et Châtiment) di Pierre Chenal (1935) in Francia, solo sceneggiatore
- Notti di principi (Nuits de princes) (1938) in Francia, solo regia
- La carne e l'anima (1945) in Italia, anche sceneggiatura